# جمهورية صرب البوسنة (1992–1995)
جمهورية صرب البوسنة تأسست بين 1992 و1995 أثناء حرب البوسنة والهرسك وكانت دولة بدائية تحت سيطرة جيش جمهورية صرب البوسنة، وبعد 1995، أصبحت أحد الكيانات المكونة للبوسنة والهرسك. حدود جمهورية صرب البوسنة - مع بعض التعديلات المتفاوض عليها - هي مبينة على الخطوط الأمامية والموقف على أرض الواقع أثناء اتفاقية دايتون. ولذلك، الكيان في المقام الأول نتيجة لحرب البوسنة والهرسك بدون أي سابقة تاريخية مباشرة. تشمل المنطقة عددًا من مناطق البوسنة والهرسك الجغرافية التاريخية، ولكنها تحتوي قليلاً منها في مجملها. وكذلك، تواجدت وحدات سياسية متعددة داخل منطقة جمهورية صرب البوسنة في الماضي ولكن قليل منها تواجدت كليًا داخل المنطقة.